# Liste der Monuments historiques in Les Lucs-sur-Boulogne
Die Liste der Monuments historiques in Les Lucs-sur-Boulogne führt die Monuments historiques in der französischen Gemeinde Les Lucs-sur-Boulogne auf.

## Liste der Bauwerke
| Bezeichnung | Beschreibung                  | Standort                   | Kennzeichnung | Schutzstatus | Datum | Bild |
| ----------- | ----------------------------- | -------------------------- | ------------- | ------------ | ----- | ---- |
| Motte       |                               | (Lage)                     | PA00110158    | Inscrit      | 1988  |      |
| Pfarrhaus   | Erbaut im 13./14. Jahrhundert | Hameau du Petit Luc (Lage) | PA00110157    | Inscrit      | 1958  |      |